# ستاند أب (كيك لاف إنتو موشن)
«ستاند أب (كيك لاف إنتو موشن)» (بالإنجليزية: Stand Up (Kick Love into Motion))‏، هي أغنية لفرقة الهارد روك البريطانية ديف ليبارد من ألبومها من عام 1992، أدرينالايز. وصلت الأغنية للمرتبة الأولى على لوائح بيلبورد لألبومات الروك، والمرتبة 34 على لائحة بيلبورد هوت 100. هذه الأغنية هي الأغنية المنفردة الرابعة من الألبوم أدرينالايز.
قال فيل كولين، وفقاً لتصريح في الألبومين التجميعيين روك أوف إيجز: ذا ديفينيتف كوليكشن وبيست أوف ديف ليبارد أن الأغنية كُتبت في استوديوهات ويسيلورد أثناء تسجيل ديف ليبارد للألبوم هستيريا. كانت الأغنية من تأليف كولين وستيف كلارك. لم تُدرج الأغنية في هستيريا، لأن الفرقة ظنت أنها مشابهة كثيراً للأغنية «هستيريا».

## الفيديو
كانت الأغنية المصورة من إخارج مات ماهورين، وتبرز مديري ديف ليبارد: بيتر مينش وكليف برنستاين كرجل أعمال ولاعب كرة القاعدة، على التوالي. حدث التصوير في 26 أكتوبر 1992. التُقطت المشاهد الخارجية بالقرب من سنترال بارك في نيويورك.
تُضبب النسخة المراقبة الزوجين العاريين في المشهد التقريبي.
بلغت الأغنية المصورة ذروتها في المرتبة الثالثة في العد التنازلي لأفضل 20 لإم تي في الأمريكية.

## قائمة الأغاني

### سي دي: بلادجن ريفولا / 862 027-2 (أستراليا) / ديجيباك الإصدار الممتاز
1. «ستاند أب (كيك لاف إنتو موشن)»
2. «شي'ز تو تاف»
3. «إليكتد (مباشر)»
4. «ليتس غيت روكد (مباشر)»